# Systropus barnardi
Systropus barnardi är en tvåvingeart som beskrevs av Hesse 1938. Systropus barnardi ingår i släktet Systropus och familjen svävflugor. Inga underarter finns listade i Catalogue of Life.